# 톰 보즐리
톰 보즐리(Tom Bosley, 1927년 10월 1일 ~ 2010년 10월 19일)는 미국의 배우이다.

## 출연 작품
- 플랜 B (2010)
- 산타 버디즈 (2009)
- 히든 플레이스 (2006)
- 폴린 원즈 (2005)
- 팝스타 (2005)
- ER (1994)
- 시티 레인져 (1993)
- 폭우 속의 참사 (1989)
- 사악한 입맞춤 (1989)
- 백만달러 대소동 (1987)
- 제시카의 추리 극장 (1984)
- 호텔 - 시리즈 (1983)
- 오하라의 아내 (1982)
- 생사의 갈림길 (1979)
- 스팅스트 맨 인 타운 (1978)
- 사랑의 유람선 (1977)
- 거스 (1976)
- 우주 전쟁 (1975)
- 34번가의 기적 (1973)
- 샌프란시스코 수사반 (1972)
- 심야의 화랑 (1969)
- 나, 너 그리고 우리 (1968)
- 월드 오브 헨리 오리언트 (1964)
- 러브 위드 더 프로퍼 스트레인저 (1963)
- 보난자 (1959)